# Фіалко Нонна Григорівна
Но́нна Григо́рівна Фіа́лко (нар. 25 травня 1925, Оріхів Запорізької області — 27 листопада 2022) — українська актриса, заслужена артистка УРСР (1966).

## Життєпис
Народилась 25 травня 1925 в м. Оріхів Запорізької області у родині акторів, які свого часу виступали в трупі Панаса Саксаганського. Її батьки Григорій та Євдокія Фіалки згодом переїхали до Дружківки, де батько 1928 року організував драматичний гурток. В постановках самодіяльного колективу брала участь і її мама. В Дружківці також жив брат Григорія Мойсей, онук якого Олег Фіалко згодом став знаним кінематографістом.
1944 року Нонна закінчила середню школу, після чого працювала в театрах Мелітополя, Бердичева, Луцька (1964 — Волинський обласний академічний музично-драматичний театр імені Тараса Шевченка) і Миколаєва.
1966 року нагороджена званням заслуженої артистки УРСР.

Могила Нонни Фіалко, Байкове кладовище

Від 1974 — актриса Чернівецького музично-драматичного театру імені Ольги Кобилянської.
У творах класичного і сучасного репертуару зіграла понад сто ролей.
Померла 27 листопада 2022 року на 98-му році життя. Була кремована, прах похований у колумбарії Байкового кладовища (50°24′56.30″ пн. ш. 30°30′5.90″ сх. д. / 50.4156389° пн. ш. 30.5016389° сх. д.).

### Родина
Син — Валерій Фіалко, український театрознавець, заслужений діяч мистецтв України. Онука — Дарія Легоні-Фіалко, українська медіаменеджерка, продюсерка та співзасновниця  кінотелекомпанії «SPACE Production».

## Ролі
- Беатріса («З коханням не жартують» П. Кальдерона)
- Варка («Безталанна» І. Карпенка-Карого)
- Васілуца («Каса маре» І. Друце)
- Василина («Зачарований вітряк» М. Стельмаха)
- Дженні («Вантаж» Я. Галана)
- Зоя Жмут («Вовчиха» О. Ананьєва)
- Катерина («В степах України» О. Корнійчука)
- Мавра («У неділю рано зілля копала» О. Кобилянської)
- Марія Тюдор (однойменна п'єса В. Гюго)
- Маруся та Гордиля («Маруся Богуславка» і «Циганка Аза» М. Старицького)
- провідні ролі в оперетах Ю. С. Мілютіна «Поцілунок Чаніти» та «Цирк запалює вогні»
- кухарка в художньому фільмі «Співачка Жозефіна й Мишачий Народ»